# لوريانو سانابريا رويز

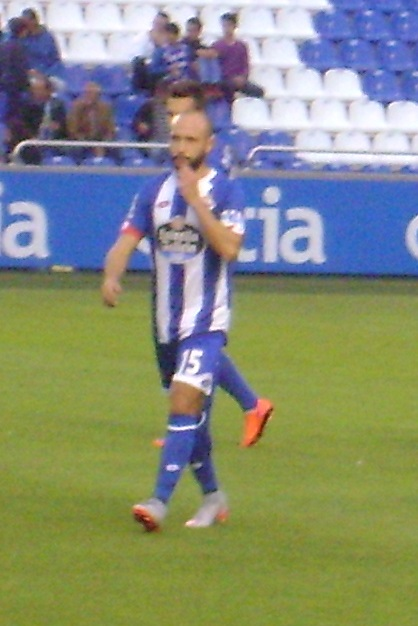

لوريانو سانابريا رويز (بالإسبانية: Laureano Sanabria Ruiz)‏ (مواليد 22 مارس 1985 في مدريد - إسبانيا) لاعب كرة قدم إسباني يلعب حاليا لصالح نادي الدرجة الأولى ديبورتيفو لاكورونيا الإسباني منذ 2007 في مركز الظهير الأيمن .

## روابط خارجية
- لوريانو سانابريا رويز على موقع قاعدة بيانات كرة القدم.إي يو (الإنجليزية)
- لوريانو سانابريا رويز على موقع Soccerway.com (الإنجليزية)
- لوريانو سانابريا رويز على موقع AS.com (الإسبانية)